# Alberto Galateo
Alberto Luis Galateo (Santa Fe, 1911. május 22. – Sáenz Peña, Buenos Aires, 1961. február 26.) argentin labdarúgócsatár.